# Kim Reynolds
Kimberly Kay (Kim) Reynolds (Truro, 4 augustus 1959) is een Amerikaans politica van de Republikeinse Partij. Sinds 24 mei 2017 is zij, als eerste vrouw in de geschiedenis, gouverneur van de Amerikaanse staat Iowa.

## Levensloop
Reynolds werd onder de naam Kimberly Kay Strawn geboren in Truro, een kleine plaats in de staat Iowa. Ze groeide op in het nabijgelegen St. Charles.
Tussen 1977 en 1980 studeerde ze handel en consumentenwetenschappen aan de Northwest Missouri State University in Maryville, Missouri. In de late jaren tachtig ging ze naar het Southeastern Community College om daarna, tussen 1992 en 1995, boekhoudkunde te studeren aan het Southwestern Community College in Creston. Bij geen van deze instellingen behaalde Reynolds een diploma. In 2016 verwierf ze echter alsnog een bachelor in Vrije Studies aan de Iowa State University.
Reynolds was onder andere werkzaam als apothekersassistent. Tussen 1996 en 2001 was ze als bestuurslid van het Iowa Public Employees Retirement System medeverantwoordelijk voor het pensioensysteem van Iowa.

### Politiek

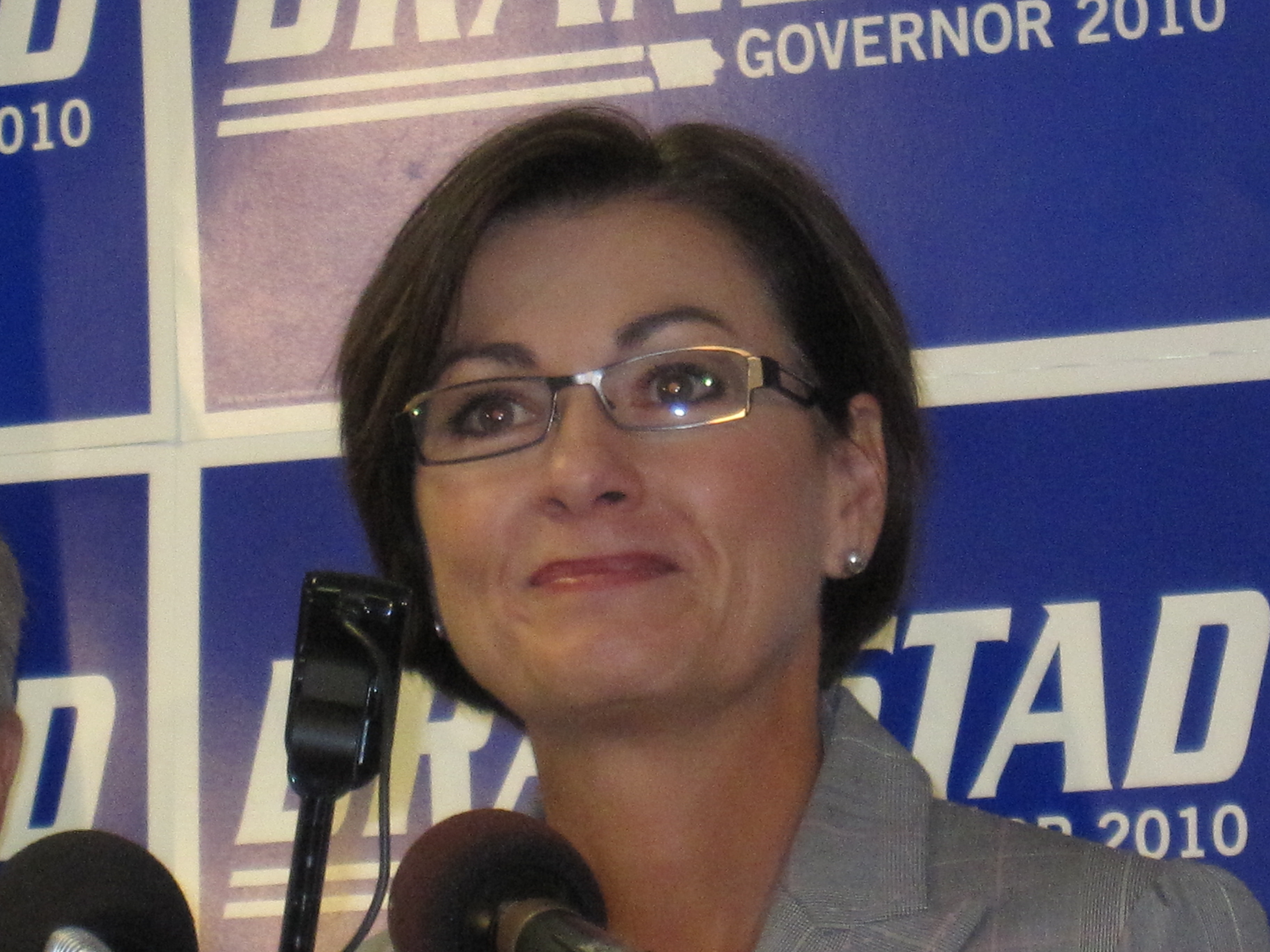
Reynolds in 2010.

Reynolds was vanaf 1994 veertien jaar lang actief als penningmeester van Clarke County. In november 2008 werd zij namens de Republikeinse Partij verkozen in de Senaat van Iowa, waarin zij vanaf januari 2009 zitting had. In 2010 deed ze, als running mate van Terry Branstad, mee aan de gouverneursverkiezingen in Iowa. Hierbij wisten zij de zittende Democratische gouverneur te verslaan, waarmee Reynolds verkozen werd tot luitenant-gouverneur. Hierop legde zij haar functie als senator neer. In 2014 werden gouverneur Branstad en Reynolds herkozen.
Als luitenant-gouverneur reisde Reynolds naar alle 99 county's van Iowa om contact te onderhouden met de bevolking. Tevens organiseerde ze namens de staat handelsmissies naar onder andere China, Duitsland en Thailand. Tussen 2015 en 2016 was ze voorzitter van de National Lieutenant Governors Association.
In 2017 trad gouverneur Branstad tussentijds af om Amerikaans ambassadeur in China te worden. Luitenant-gouverneur Reynolds was de eerste in lijn van opvolging en werd aansluitend de nieuwe gouverneur van Iowa. Ze werd ingezworen op 24 mei 2017 en mocht de ambtstermijn van Branstad, die tot 2019 liep, voltooien. Bij de gouverneursverkiezingen van 2018 stelde Reynolds zich verkiesbaar voor een volledige eigen termijn en werd, ten koste van de Democratische kandidaat Fred Hubbell, gemakkelijk verkozen. Reynolds is de eerste vrouwelijke gouverneur in de geschiedenis van de staat Iowa. De post van luitenant-gouverneur wordt sinds haar aantreden ingenomen door Adam Gregg.
- Gemeinsame Normdatei: 1177814412
- SNAC: w638811d
- Virtual International Authority File: 8922155044891772520000
- WorldCat: E39PBJhmQPWmYMg9MQDX9YGrbd